# 日向葵衣
日向 葵衣（ひなた あおい、 1993年2月10日 - ）は、日本のグラビアアイドル、女優。神奈川県出身。

## 略歴
アニメ『あの日見た花の名前を僕達はまだ知らない。』 で感銘を受け、「人の心を動かす仕事がしたい」と声優を志す。
2018年10月よりFresh!撮影会に専属モデルとして出演。徐々に人気を集め、「今、撮影会で日本一行列ができるグラビアアイドル」と呼ばれる。
2019年9月、「サイゾー×Fresh!新人グラビアクイーン発掘オーディション」準グランプリ受賞。
2020年1月よりアイエス・フィールド所属。
2020年9月、「ロードモバイルグラビアアイドル対抗戦」優勝。
2021年3月、舞台「Greif3」で主演の1人を務める。
2021年6月、公式ファンクラブ「ひなっこクラブ」開設。
2021年9月、NEWSポストセブン（週刊ポスト協力）主催「変形水着が日本一似合うグラドル総選挙」優勝。
2022年4月、冠ラジオ番組「グラドル女子会！ひなぽぽラジオ」放送開始。
2022年5月、新たな公式ファンクラブ「ひなぽぽランド（現・ひなっこクラブ）」開設。
2022年6月、「よゐこ有野のノーギャラジオ」でシーズン1位になり、MBSラジオでご褒美特番が放送された。
2023年3月31日をもってアイエス・フィールドを退所。
2025年2月、オフィシャルファンクラブ「株式会社ひなっこクラブ」設立。

## 人物
- 三姉妹の長女[17]。
- 日向葵衣という芸名は大好きなアニメ『魔法少女まどか☆マギカ』の登場人物のように、どちらも下の名前のような響きになるよう付けられた[18]。
- 名前にちなみ向日葵がトレードマークになっている。虹をモチーフにすることも多い[19]。
- おっとりした声と人柄で人気を博す[20]。
- 1/fゆらぎの声質だったことを発表した[21][22]。
- サインによく書くうさぎのキャラクターの名前は「うさぽぽ」[23]。各SNSにも顔文字で登場することがある[24]。また、挨拶に「〜ぽぽ」をよく付ける[25]。
- 「しゅきぴ」という言葉を好んで使う。「ありがとう」、「幸せ」、「好き」などの意味がある[26]。
- 特技はバトントワリング[27]。趣味はゲーム実況鑑賞[28]。特に日本トップ4がお気に入り。YouTubeはプレミアム会員[29]。
- 育乳に励んだ結果、バストサイズが2カップほど上がった[30]。
- ファンの総称はひなっこクラブ[31]。
- 水瀬いのりを敬愛している。配信ではよく水瀬の曲を歌い、DVDタイトルにも水瀬の曲を模したものがある。
- 好きなことにはとことんのめり込むたち。苦労しながらもパソコンを自作した[32]。
- ASMRにはまり、ついには数万円するバイノーラル録音用マイクを購入した[33]。自身のYouTubeチャンネルで多くのASMR動画を上げている。
- 好きが高じて温泉ソムリエの資格を取得した[34]。

## 出演

### テレビ番組
- そこにあるBU.KI.MI（#2、2019年8月12日、テレビ埼玉）
- 真夜中のおバカ騒ぎ！（2020年4月、千葉テレビ、TOKYO MX）
- 連夜のONEナイトカーニバル  オールナイトe！season5（2020年12月19日、フジテレビONE）
- ヨガから始まる美女の休日（#4〜#6、2021年6月、7月、ダンスチャンネル）
- 遊戯配信　e-Strangers（2021年7月、MXTV）
- グラドル向上委員会（仮）#8（2021年9月20日、BSスカパー!）- MC：橋本梨菜、共演：ちとせよしの、白藤有華[35]
- ダウンタウンDX（2024年9月19日、読売テレビ）

### インターネット放送・ラジオ
- 村山ひとしのアイドリっぱW #18（2018年8月11日、WALLOP放送局）
- 素敵曜日！ナイトスクーる（2018年10月18日、下北FM）
- cherry gem channel のワロップジャック☆スーパーデラックスver.（2018年11月10日、WALLOP放送局）
- cherry gem channel のワロップジャック☆スーパーデラックスver. Vol.2（2019年2月9日、WALLOP放送局）
- MONDAY MUSIC MOBILE（2019年4月22日、Backstage Café）
- 愛して、ドルチェ！（2019年、下北FM）- MC
- 深夜食堂 -Tokyo Stories Season2-（第四話、2019年、Netflix）
- フレッシュチャンネル（2020年1月22日、渋谷クロスFM）
- 激刊！ふじ（2020年7月21日、渋谷クロスFM）
- WINTICKET ミッドナイト競輪 弥彦 F2 第2日 チャリロト杯（2020年11月8日、ABEMA）
- FC町田ゼルビアをつくろう〜ゼルつく〜（2020年11月13日、ABEMA）
- 激刊！ふじ（2021年7月20日、渋谷クロスFM）
- みにすぽ！（2022年2月8日、OPENREC.tv）
- ステラ☆HAPPYtune！〜川瀬忍と金髪りさのペリペリRADIO〜（2022年2月23日、市川うららFM）
- 図工の時間 #2（2022年3月1日、東京Lily、YouTube）共演：村上りいな、原つむぎ、愛萌なの[36]
- ステラ☆fancyTIME！〜グラドル女子会！ひなぽぽラジオ〜（2022年4月14日 - 2023年1月12日、市川うららFM）- MC
- よゐこ有野のノーギャラジオ シーズン2 #2（2022年4月11日、Radiotalk）[37]、シーズン6 #14（2023年12月25日）
- 日向葵衣のポカポカらじお（2022年6月16日 - 、Radiotalk）
  - 日向葵衣のポカポカらじお ㏌ MBSラジオ特別編（2022年7月4日（3日深夜）、MBSラジオ）
- ヒロミ・指原の“恋のお世話始めました”（2022年8月11日、ABEMA）[38]
- グラビアごはん「グラ飯」第85回（2022年9月29日、ニコニコ生放送）
- 佐久間宣行のNOBROCK TV（2022年12月24日、YouTube）[39]
- 日向葵衣のアオイ夜空（2024年3月1日 - 、Radiotalk）
- 安藤笑のスナック安藤（2024年9月9日・16日、FM NACK5「ラジオのアナ〜ラジアナ」内コーナー）
- モデルと温泉（2024年11月26日、12月9日、12月24日、2025年1月7日、YouTube）
- La'Joule / ASMR（2025年4月25日、5月2日、YouTube）
- La'Joule / Voice（2025年5月26日、6月2日、YouTube）

### Webコンテンツ
- 平成少女
- sabra
- ヤンマガWeb
- 週刊GIRLS-PEDIA

### 舞台
- 劇団空感演人「チエコ」（2018年1月25日 - 29日、両国 Air studio）
- 劇団空感演人「いつの間にか、キミは」（2018年5月16日 - 21日、両国 Air studio）
- Dangerous Box「MONTAGE TYPE~C~」（2018年7月11日 - 15日、浅草六区 ゆめまち劇場）
- 劇団空感演人「オサエロ」（2018年8月1日 - 6日、両国 Air studio）
- 劇団空感演人「カスタマイズ」（2018年10月17日 - 22日、両国 Air studio）
- Dangerous Box「或るアリス」（2018年10月31日 - 11月4日、浅草六区 ゆめまち劇場）
- Dangerous Box「罪」（2018年12月5日 - 10日、浅草六区 ゆめまち劇場）
- アイエス・フィールド「オンライン・ラジオシネマ Greif」（2020年5月1日、2日、17日、ネット配信）
- アイエス・フィールド「オンライン朗読劇 Greif3」（2020年7月3日 - 5日、10日 - 12日、ネット配信）
- アイエス・フィールド「Greif オンラインver.」（2020年11月27日 - 29日、ネット配信）
- アイエス・フィールド「REALITY Greif」（2020年11月30日、ネット配信）
- アイエス・フィールド「Greif3」（2021年3月3日 - 7日、オメガ東京、小鳥遊渚（知世）役、Bチーム主演）
- ユーキース・エンタテインメント「獅子の如く～戦国湯舟評定～」（2021年3月23日 - 28日、新宿シアターブラッツ、お江 役）
- アイエス・フィールド「Greif4」（2022年6月22日 - 26日、新宿スターフィールド、宝生咲良役）

### 映画
- チワワちゃん
- ミッドナイトスワン

### CM
- サントリー ザ・プレミアム・モルツ「週末のごほうび・すず登場」[40]

### ゲーム
- スターガールズグランプリ（2021年6月17日配信、GMO GP）- 本人 役
- 成り上がり～華と武の戦国（YOOZOO）- 雪乃 役[41]

### その他
- BODYLINE × Fresh! ランジェリープロデュース[42]
- DO・MORE 水着モデル[43]
- カラオケDAM グラカラDX[44]
- LIVERTINE AGEコラボアイテム[45]
- ファミマプリント限定ブロマイド[46]

## 雑誌・書籍
2019年
- 実話ナックルズSPECIAL 2019秋（大洋図書）
- キスカ 2020年1月号、3月号（竹書房）
- ラヴァーズEX（大洋図書）
- グラビアアイドル極上美体桃源郷伝説（ダイアプレス）
- 実話BUNKAタブー 2020年2月号（コアマガジン）
- Cream 2020年2月号（メディアックス）
- 撮影会モデル名鑑 2020-2021（玄光社）

2020年
- 実録JOKER 2020年3月号（ダイアプレス）
- グラビアプレス Vol.2（秀麗出版）
- フォトテクニックデジタル2020年4月号（玄光社）
- FLASH 2020年5/12・19合併号（光文社）
- EX MAX! 2020年2月号、2020年7月号〜2021年2月号連載企画「こすぷれっち」（楽楽出版）
- EX MAX! Special Vol.145（楽楽出版）
- 封印発禁TV SP Vol.6（大洋図書）
- 実話ナックルズGOLD Vol.15（大洋図書）
- 週刊実話 2020年7/23号（日本ジャーナル出版）
- 金のEX NEXT Vol.15（大洋図書）
- EX大衆 2020年8月号（双葉社）
- ヤングキング 2020年16号（少年画報社）
- MEN’S DVD Vol.4、Vol.5（三和出版）
- 臨増ナックルズDX Vol.22（大洋図書）
- アサ芸シークレット Vol.65（徳間書店）
- 週刊プレイボーイ 2020年8/31号（集英社）
- 週刊SPA! 9月8日・15日合併号「グラビアン魂」（扶桑社）
- 実話NEOヴィーナス 2020年11月号（三和出版）
- グラビアガールズ（三和出版）
- 金のEX NEXT Vol.17（大洋図書）
- 週刊プレイボーイ 2020年11/30号（集英社）
- 週刊アサヒ芸能 2020年11/26号（徳間書店）
- 実話ナックルズGOLD Vol.17（大洋図書）
- 週刊実話 2020年12/17号（日本ジャーナル出版）
- アサ芸シークレット Vol.67（徳間書店）
- ありえない芸能界  激ヤバ露出完全公開！ （ブレインハウス）

2021年
- EX MAX! DELUXE 特別総集編2021早春特大号（楽楽出版）
- アサ芸シークレット Vol.68（徳間書店）
- グラドル・ザ・ベストDX（マイウェイ出版）
- コレクション インフィニティ（宝島社）
- 金のEX DVD（大洋図書）
- EX MAX! Special Vol.156（楽楽出版）
- EX大衆 2021年4月号（双葉社）
- ヤングチャンピオン烈 2021年No.4（秋田書店）
- ラヴァーズDX Vol.2（大洋図書）
- 週刊実話2021年4/8号（日本ジャーナル出版）
- 芸能アイドルヤバすぎ悩殺現場300連発（ブレインハウス）
- DVDエキサイト！（マイウェイ出版）
- グラドル名鑑2021（ダイアプレス）
- 月刊エンタメ 2021年5月号（徳間書店）
- アサ芸シークレット Vol.69（徳間書店）
- ブレイクアイドルDVD（マイウェイ出版）
- 週刊実話2021年5/20号（日本ジャーナル出版）
- 金のEX DVD Vol.2（大洋図書）
- EX MAX! Special Vol.159（楽楽出版）
- 芸能スクープポロチラ衝撃の瞬間（ブレインハウス）
- アサ芸シークレット Vol.70（徳間書店）
- 臨時増刊ラヴァーズ Vol.20（大洋図書）
- 週刊実話ザ・タブー 8月6日号（日本ジャーナル出版）
- グラドル・ザ・ベストDX VOL.2（マイウェイ出版）
- 週刊実話  7/29･8/5合併号（日本ジャーナル出版）
- 週刊プレイボーイ 2021年8/9号（集英社）
- EX MAX! 2021年9月号（楽楽出版）
- 超エキサイト！（マイウェイ出版）
- グラドル・ザ・ベストムービー I-ONE SP（マイウェイ出版）
- アサ芸シークレット Vol.71（徳間書店）
- EX特ダネNG SHOT!! 20（インテルフィン）
- 週刊ポスト 8/27・9/3号（小学館）
- グラビアガールズ 可愛いは正義!!（三和出版）
- グラドル・ザ・ベストDX VOL.3（マイウェイ出版）
- EX MAX! Special Vol.162（楽楽出版）
- 芸能お宝最新特報BUZOOOOON!! VOL.2（インテルフィン）
- 超エキサイト！ VOL.2（マイウェイ出版）
- 実録JOKER 2021年11月号（ダイアプレス）
- 芸能スキャンダル特ダネ大放出スペシャル（ブレインハウス）
- EX特ダネNG SHOT!! 22（インテルフィン）
- 週刊アサヒ芸能 2021年11/4号（徳間書店）
- グラビアガールズ Cute&Boin♡（三和出版）
- キスカ 2021年12月号（竹書房）
- 週刊実話  11/25号（日本ジャーナル出版）
- 実話ナックルズSPECIAL 2021冬（大洋図書）
- 芸能お宝最新特報BUZOOOOON!! VOL.3（インテルフィン）
- EX MAX! 2022年1月号（楽楽出版）
- アームズマガジン 2022年1月号（ホビージャパン）
- 超エキサイト！ VOL.3（マイウェイ出版）
- 芸能美女ヤバすぎ黒歴史ジョーダンでしょ！必見ハプニング集（ダイアプレス）
- 週刊ポスト 12/17号（小学館）
- アサ芸シークレット Vol.73（徳間書店）
- EX特ダネNG SHOT!! 24（インテルフィン）
- EX MAX! Special Vol.165（楽楽出版）
- グラドル・ザ・ベストDX VOL.4（マイウェイ出版）
- EX MAX! 2022年2月号（楽楽出版）

2022年
- キスカ 2022年2月号（竹書房）
- 芸能お宝最新特報BUZOOOOON!! VOL.4（インテルフィン）
- 超エキサイト！ VOL.4（マイウェイ出版）
- 週刊ポスト 2/11号（小学館）
- EXMAX! DELUXE 2022早春特大号 （楽楽出版）
- MEN’S DVD SEXY vol.8（三和出版）
- グラドル・ザ・ベストDX VOL.5（マイウェイ出版）
- EX特ダネNG SHOT!! 26（インテルフィン）
- 金のEX DVD Vol.6（大洋図書）
- EX特ダネNG SHOT!! 27（インテルフィン）
- 芸能お宝最新特報BUZOOOOON!! VOL.5（インテルフィン）
- EX MAX! Special Vol.168（楽楽出版）
- 芸能S級お宝特ホウVIIIIP!!! VOL.1（インテルフィン）
- Purizm Vol.9（一迅社）
- 特ダネTABOO 38（インテルフィン）
- グラドル名鑑2022（らんくう）
- 週刊プレイボーイ 2022年5/23号（集英社）
- EX特ダネNG SHOT!! 28（インテルフィン）
- 週刊アサヒ芸能 2022年6/9号（徳間書店）
- アサ芸シークレット Vol.76（徳間書店）
- MEN’S DVD SEXY vol.10（三和出版）
- 芸能S級お宝特ホウVIIIIP!!! VOL.2（インテルフィン）
- GIANNA #06（ナンバーセブン）
- EXMAX! DELUXE 2022夏（文友舎）
- 芸能S級お宝特ホウVIIIIP!!! VOL.3（インテルフィン）
- MEN’S DVD SEXY vol.11（三和出版）
- EX MAX! 2022年10月号（文友舎）
- EX特ダネNG SHOT!! 30（インテルフィン）
- 週刊実話  10/13号（日本ジャーナル出版）
- 芸能S級お宝特ホウVIIIIP!!! VOL.4（インテルフィン）
- GIRLS graph. 004（宝島社）
- EX特ダネNG SHOT!! 31（インテルフィン）
- 別冊ラヴァーズ vol.11（大洋図書）
- 実話ナックルズウルトラ vol.23（大洋図書）
- アサ芸シークレット Vol.79（徳間書店）
- 芸能S級お宝特ホウVIIIIP!!! VOL.5（インテルフィン）
- EX MAX! Special Vol.177（文友舎）

2023年
- EX特ダネNG SHOT!! 32（インテルフィン）
- 芸能S級お宝特ホウVIIIIP!!! VOL.6（インテルフィン）
- アサ芸シークレット Vol.80（徳間書店）
- EXMAX! DELUXE 2023早春特大号（文友舎）
- 臨時増刊ラヴァーズ Vol.30（大洋図書）
- FLASH 2023年3/7号（光文社）
- EX特ダネNG SHOT!! 33（インテルフィン）
- EX MAX! 2023年5月号（文友舎）
- 芸能S級お宝特ホウVIIIIP!!! VOL.7（インテルフィン）
- グラドル名鑑2023（らんくう）
- 週刊アサヒ芸能 5/4・11合併特大号（徳間書店）
- 特ダネTABOO 44（インテルフィン）
- EX特ダネNG SHOT!! 34（インテルフィン）
- 週刊実話  10/12号（日本ジャーナル出版）
- 臨時増刊ラヴァーズ Vol.34（大洋図書）
- MEN’S DVD 2024年1月号（三和出版）
- 金のEX DVD Vol.17（大洋図書）

2024年
- 週刊実話  2/15号（日本ジャーナル出版）
- 臨時増刊ラヴァーズ Vol.36（大洋図書）
- MEN’S DVD 2024年5月号（三和出版）
- EX MAX! Special Vol.193（文友舎）
- 金のEX DVD vol.19（2024年4月17日発売、大洋図書）
- GIRLS graph. 006（宝島社）
- EX MAX! Special Vol.198（文友舎）
- MEN’S DVD 2024年11月号（三和出版）
- EX MAX! Special Vol.199（文友舎）

2025年
- EXMAX! DELUXE 2025初夏の特大号（文友舎）

## 作品

### 写真集
- clear（2023年2月14日、ワニブックス）

### DVD
- アオイ（2019年12月20日、竹書房）
- Healing Flower（2020年7月20日、ラインコミュニケーションズ）
- わたし、イケナイ先生だね（2020年11月19日、ギルド）
- きらり咲いた、ヒナタイロ（2021年3月26日、スパイスビジュアル）[47]
- 日向くんはちょっぴり過剰（2021年7月20日、ラインコミュニケーションズ）
- なんでも許しちゃうあおい先生（2021年11月26日、竹書房）
- ＃サイコーの彼女と×××なう。（2022年6月28日、エアーコントロール）
- Melth Love（2022年11月17日、ギルド）
- どこからが浮気？（2023年10月27日、竹書房）
- いろんなあおい（2024年2月29日、エスデジタル）

### 動画
- 透明彼女シーズン11 #11 日向葵衣（2020年6月5日、リリコレ）
- I-ONE NEXT 日向葵衣（2020年07月24日、ラインコミュニケーションズ）
- 必撮！まるごと☆日向葵衣（2020年12月1日、アイロゴス）
- 「わたし、イケナイ先生だね」番外編（2020年12月19日、ギルド）
- グラドル名鑑2021 日向葵衣（2021年6月15日、ギルド）

### VR
- apartment Days！ 日向葵衣 act1（2020年1月3日、ファンタスティカ）
- apartment Days！ 日向葵衣 ac2（2020年1月17日、ファンタスティカ）
- ナースの代理診察～ドクター不在で診てくれた美人ナースからの誘惑体験～（2020年4月3日、ファンタスティカ）
- すきま時間～楽屋を覗いて盗み見たアイドルの生着替え～（2020年4月10日、ファンタスティカ）
- バーチャルダイブ 忘れられない君との再会で、歪んだ愛に堕ちていく二人。（2020年4月24日、ファンタスティカ）
- Precious Dress Show 16 日向葵衣（2022年10月21日、ファンタスティカ）
- バーチャルダイブ　妹以上恋人未満（2022年11月11日、ファンタスティカ）

### デジタル写真集
- Gz PRESS（サーティースリー）
- 癒やし系わがままGカップ（集英社）
- 全開ですけど、なにか？日向葵衣1（小学館）
- 全開ですけど、なにか？日向葵衣2（小学館）
- 全開ですけど、なにか？日向葵衣DX（小学館）
- 月刊+（プラス）（小学館）
- ボクの妹はかなり可愛い（アイロゴス）
- Wet Girl（アイロゴス）
- 「秘密の時間」SPA！グラビアン魂デジタル写真集（扶桑社）
- ぷるぷる癒しの美乳（アイロゴス）
- 灼熱サンシャイン Oilyショット（徳間書店）
- ヒメゴト（ギルド）
- Glamorous Blonde Nurse（アイロゴス）
- 学校じゃ教えてくれない（ギルド）
- 恋人ごっこ（ギルド）
- 若妻の秘めた想い（アイロゴス）
- 「日向葵衣が水着でバトントワリング」ヤンマガデジタル写真集（講談社）
- 「日向葵衣が水着で銭湯」ヤンマガデジタル写真集（講談社）
- idolpost ご注文はあおいですか？（ラインコミュニケーションズ）
- 必撮！まるごと☆日向葵衣BEST（アイロゴス）
- 「彼女が変形水着に着替えたら」週刊ポストデジタル写真集（小学館）
- idolpost ORANGEJUICE（ラインコミュニケーションズ）
- 【Purizm PHOTO BOOK】私服でグラビア!!（一迅社）
- 「Precious Dress Show」 FANTASTICAデジタル写真集（ファンタスティカ）
- 「パイスラの女神」フェティッシュ写真集（エゴちゃん）
- innocence（ワニブックス）
- clear and my collection（ワニブックス）
- 恋するエステティシャン（ギルド）
- 素顔（ギルド）
- あなただけを見つめる（ギルド）
- 週刊GIRLS-PEDIA033 日向葵衣（KADOKAWA）
- ひなぽぽマーチ 日向葵衣 Petit BEST（アイロゴス）
- I am（HINA-NOA）
- キミとボクのアオイ夏（HINA-NOA）